# ATP Antwerpen
Das ATP-Turnier in Antwerpen (offiziell European Community Championship) war ein Herren-Tennisturnier, das von 1982 bis 1998 in Antwerpen ausgetragen wurde.

## Geschichte
Bis 1992 wurde das Turnier im Herbst oder Winter als Einladungsturnier veranstaltet, Weltranglistenpunkte wurden aber keine vergeben. Im Rahmen eines Exhibition-Turniers wurden vor allem Einladungen an Spieler vergeben, die im Laufe des Jahres ein Turnier in Europa gewonnen hatten; ein Doppel wurden in diesen Jahren nicht gespielt. Zusätzlich zum Preisgeld konnte man bis 1998 in Antwerpen einen weiteren Preis gewinnen: Wenn ein Spieler innerhalb von fünf Jahren das Turnier dreimal gewann, erhielt er einen lebensgroßen Tennisschläger aus Gold, der mit 1420 Diamanten verziert war und dessen Wert auf 1.000.000 US-Dollar geschätzt wurde. 1985 gewann Ivan Lendl seinen dritten Titel innerhalb von vier Jahren und konnte zusätzlich zu den 200.000 US-Dollar Preisgeld als einziger Spieler einen Gold Raquet mitnehmen.
1992 wurde das Turnier Teil der ATP Tour und erhielt ein normales Feld mit 32 Spielern und 16 Doppelpaaren. Vier Jahre später wurde das Turnier zur ATP Championship Series aufgewertet, nachdem es zuvor nur zur niedrigsten Kategorie ATP World Series gehört hatte. Gespielt wurde in der Halle auf Teppichboden, 1997 und 1998 auf Hartplatz. 1998 wurde das Turnier zum letzten Mal ausgetragen.

## Siegerliste
Lendl ist mit fünf Titeln auch Rekordsieger des Turniers; in dem Zeitraum, als die Veranstaltung als ATP-Turnier ausgetragen wurde, war Pete Sampras mit zwei Titeln am erfolgreichsten.

### Einzel
| 1994                  | Pete Sampras (2) | Magnus Larsson     | 7:65, 6:4                |
| 1993                  | Pete Sampras (1) | Magnus Gustafsson  | 6:1, 6:4                 |
| 1992                  | Richard Krajicek | Mark Woodforde     | 6:2, 6:2                 |
| ↓ Einladungsturnier ↓ |                  |                    |                          |
| 1991                  | Aaron Krickstein | Boris Becker       | kampflos                 |
| 1990                  | Goran Ivanišević | Henri Leconte      | 6:2, 7:66, 4:6, 4:6, 6:1 |
| 1989                  | Ivan Lendl (5)   | Miloslav Mečíř     | 6:2, 6:2, 1:6, 6:4       |
| 1988                  | John McEnroe (3) | Andrei Tschesnokow | 6:1, 7:5, 6:2            |
| 1987                  | Ivan Lendl (4)   | Miloslav Mečíř     | 5:7, 6:1, 6:4, 6:3       |
| 1986                  | John McEnroe (2) | Miloslav Mečíř     | 6:3, 1:6, 7:65, 5:7, 6:2 |
| 1985                  | Ivan Lendl (3)   | John McEnroe       | 1:6, 7:65, 6:2, 6:2      |
| 1984                  | Ivan Lendl (2)   | Anders Järryd      | 6:1, 6:2, 6:2            |
| 1983                  | John McEnroe (1) | Gene Mayer         | 6:4, 6:3, 6:4            |
| 1982                  | Ivan Lendl (1)   | John McEnroe       | 3:6, 7:6, 6:3, 6:3       |

### Doppel
| Jahr | Sieger                            | Finalgegner                         | Finalergebnis     |
| ---- | --------------------------------- | ----------------------------------- | ----------------- |
| 1998 | Wayne Ferreira Jewgeni Kafelnikow | Tomás Carbonell Francisco Roig      | 6:3, 7:5          |
| 1997 | David Adams Olivier Delaître      | Sandon Stolle Cyril Suk             | 3:6, 6:2, 6:1     |
| 1996 | Jonas Björkman (2) Nicklas Kulti  | Menno Oosting Jewgeni Kafelnikow    | 6:4, 6:4          |
| 1995 | nicht ausgetragen                 | nicht ausgetragen                   | nicht ausgetragen |
| 1994 | Jan Apell Jonas Björkman (1)      | Hendrik Jan Davids Sébastien Lareau | 4:6, 6:1, 6:2     |
| 1993 | Grant Connell Patrick Galbraith   | Wayne Ferreira Javier Sánchez       | 6:3, 7:6          |
| 1992 | John Fitzgerald Anders Järryd     | Patrick McEnroe Jared Palmer        | 6:2, 6:2          |